# Incidente de Yokohama
El incidente de Yokohama (横浜事件, Yokohama Jiken) tuvo lugar en el Japón imperial durante la Segunda Guerra Mundial. Entre 1943 y 1945, la Policía Superior Especial de Yokohama arrestó a casi tres docenas de intelectuales por cargos de intentar revivir al Partido Comunista. Los sospechosos incluyeron editores de las revistas Chuo Koron, Kaizo y Nippon Hyoron. Los sospechosos fueron sometidos a violencia física, y tres murieron como resultado del maltrato.
En 2010, el Tribunal de Distrito de Yokohama ordenó al gobierno pagar una indemnización a los familiares de cinco hombres fallecidos por encarcelarlos falsamente.